# Giovanni di Görlitz

Stemma di Giovanni di Görlitz

Giovanni di Görlitz (Praga, 22 giugno 1370 – Neuzelle, 1º marzo 1396) fu l'unico duca di Görlitz.

## Biografia
Giovanni di Görlitz nacque il 22 giugno 1370 da Carlo IV di Lussemburgo, Imperatore del Sacro Romano Impero e dalla sua quarta moglie Elisabetta di Pomerania, quando ebbe tre anni Giovanni ricevette i titoli di Margravio di Moravia e di Margravio di Brandeburgo.
Nel 1377 il Baliato di Görlitz, nella Lusazia superiore venne elevato al rango di ducato, includendo anche la Lusazia inferiore e la parte meridionale del Neumark, e Giovanni fu il primo e unico duca di Görlitz e fra il 1386 e il 1388 egli fu anche l'amministratore del Ducato del Lussemburgo.
Il 10 giugno 1388 Giovanni sposò, a Praga, Richardis Catherine di Meclemburgo (1370 o 1372)-1400), figlia di Alberto di Meclemburgo, dal loro matrimonio nacque un'unica figlia, Elisabetta di Görlitz (novembre 1390-2 agosto 1451) che in prime nozze sposò Antonio di Borgogna e in seguito Giovanni III di Baviera-Straubing.
Dopo i Pogrom di Praga del 1389 Giovanni decise di espellere per decreto tutti gli Ebrei dal proprio ducato andando contro i privilegi che erano stati garantiti loro dai balivi di Bautzen della famiglia di Berka z Dubé.
Nel 1394 il fratellastro di Giovanni, Venceslao di Lussemburgo, venne preso prigioniero e fu solo grazie al suo intervento militare che venne liberato.
Giovanni morì, forse avvelenato, presso il monastero di Neuzelle il 1º marzo 1396, alla sua morte il ducato si dissolse e i confini tornarono ad essere quelli di prima della sua creazione.

## Ascendenza
|                          |                           |                           | Genitori                |  |  | Nonni |  |  | Bisnonni                  |  |  | Trisnonni                |  |
|                          |                           |                           |                         |  |  |       |  |  | Enrico VII di Lussemburgo |  |  | Enrico VI di Lussemburgo |  |
|                          |                           |                           |                         |  |  |       |  |  | Enrico VII di Lussemburgo |  |  | Enrico VI di Lussemburgo |  |
|                          |                           | Beatrice di Avesnes       |                         |  |  |       |  |  | Enrico VII di Lussemburgo |  |  |                          |  |
| Giovanni I di Boemia     |                           |                           |                         |  |  |       |  |  | Enrico VII di Lussemburgo |  |  |                          |  |
|                          |                           | Margherita di Lussemburgo | Giovanni I di Brabante  |  |  |       |  |  |                           |  |  |                          |  |
|                          |                           | Margherita di Lussemburgo | Giovanni I di Brabante  |  |  |       |  |  |                           |  |  |                          |  |
|                          |                           | Margherita di Lussemburgo | Margherita di Dampierre |  |  |       |  |  |                           |  |  |                          |  |
| Carlo IV di Lussemburgo  |                           | Margherita di Lussemburgo |                         |  |  |       |  |  |                           |  |  |                          |  |
|                          |                           | Venceslao II di Boemia    | Ottocaro II di Boemia   |  |  |       |  |  |                           |  |  |                          |  |
|                          |                           | Venceslao II di Boemia    | Ottocaro II di Boemia   |  |  |       |  |  |                           |  |  |                          |  |
|                          |                           | Venceslao II di Boemia    | Cunegonda di Slavonia   |  |  |       |  |  |                           |  |  |                          |  |
| Elisabetta di Boemia     |                           | Venceslao II di Boemia    |                         |  |  |       |  |  |                           |  |  |                          |  |
|                          |                           | Guta d'Asburgo            | Rodolfo I d'Asburgo     |  |  |       |  |  |                           |  |  |                          |  |
|                          |                           | Guta d'Asburgo            | Rodolfo I d'Asburgo     |  |  |       |  |  |                           |  |  |                          |  |
|                          |                           | Guta d'Asburgo            | Gertrude di Hohenberg   |  |  |       |  |  |                           |  |  |                          |  |
| Giovanni di Görlitz      |                           | Guta d'Asburgo            |                         |  |  |       |  |  |                           |  |  |                          |  |
|                          | Wartislaw IV di Pomerania | …                         |                         |  |  |       |  |  |                           |  |  |                          |  |
|                          | Wartislaw IV di Pomerania | …                         |                         |  |  |       |  |  |                           |  |  |                          |  |
|                          | Wartislaw IV di Pomerania | …                         |                         |  |  |       |  |  |                           |  |  |                          |  |
| Boghislao V di Pomerania | Wartislaw IV di Pomerania |                           |                         |  |  |       |  |  |                           |  |  |                          |  |
|                          |                           | Elisabetta di Slesia      | …                       |  |  |       |  |  |                           |  |  |                          |  |
|                          |                           | Elisabetta di Slesia      | …                       |  |  |       |  |  |                           |  |  |                          |  |
|                          |                           | Elisabetta di Slesia      | …                       |  |  |       |  |  |                           |  |  |                          |  |
| Elisabetta di Pomerania  |                           | Elisabetta di Slesia      |                         |  |  |       |  |  |                           |  |  |                          |  |
|                          |                           | Casimiro III di Polonia   | Ladislao I di Polonia   |  |  |       |  |  |                           |  |  |                          |  |
|                          |                           | Casimiro III di Polonia   | Ladislao I di Polonia   |  |  |       |  |  |                           |  |  |                          |  |
|                          |                           | Casimiro III di Polonia   | Edvige di Kalisz        |  |  |       |  |  |                           |  |  |                          |  |
| Elisabetta di Polonia    |                           | Casimiro III di Polonia   |                         |  |  |       |  |  |                           |  |  |                          |  |
|                          |                           | Aldona di Lituania        | Gediminas               |  |  |       |  |  |                           |  |  |                          |  |
|                          |                           | Aldona di Lituania        | Gediminas               |  |  |       |  |  |                           |  |  |                          |  |
|                          |                           | Aldona di Lituania        | Jewna                   |  |  |       |  |  |                           |  |  |                          |  |
|                          |                           | Aldona di Lituania        |                         |  |  |       |  |  |                           |  |  |                          |  |